# 今生無悔 (無綫電視劇)
《今生無悔》（英語：The Breaking Point）是香港電視廣播有限公司製作的電視連續劇，全劇共40集，由梅小青監製，主要演員包括黎明、溫兆倫、周海媚、邵美琪等，此劇於1991年5月13日至7月5日期間在翡翠台播出，曾錄得42點最高收視，是1991年度香港收視冠軍的電視劇集，也是新加坡媒體選出的「二十世紀華語百部經典電視劇」之一。

## 製作及播出
《今生無悔》原本計劃以歌手王傑的生平历程作為故事藍本，屬意由王傑主演，但由於王傑的檔期問題未能參與演出，劇本因此由原先的歌壇做背景改為家族、愛情、恩情劇。監製梅小青認為黎明是個有潛質及用心工作的演員，而且外貌引人注意，因此在劇本改編後選擇由黎明擔任男主角，而另一男主角为反派角色所以由当时的反派专业户温兆伦饰演。此劇曾分別於1993年7月下午、1996年4月下午在翡翠台重播，亦曾在2020年8月在TVB星河頻道及2007年5月及2017年2月在廣東電視台珠江頻道重播，並於2009年9月在無綫收費電視經典台《我們的...黎明》每周一至五連續播映五集。

## 歌曲
編劇賈偉南表示男主角黎明和溫兆倫皆有意主唱此劇的主題曲，黎明表示應以整個劇為重，若溫兆倫要求一定要唱主題曲便給他唱，而監製梅小青認為由劇中飾演歹角的溫兆倫唱主題曲，會令觀眾有不舒服的感覺，最後決定由王傑負責唱主題曲，黎明和溫兆倫則各自唱兩首插曲，而溫兆倫亦表示接受此安排。歌曲〈今生無悔〉是此劇的同名主題曲，歌曲收錄於王傑的個人音樂專輯《今生無悔》，四首插曲分別是黎明主唱的〈對不起，我愛妳〉及〈人在黎明〉，到結局篇幾集，卻換上黎明新歌〈如果這是情〉；温兆倫主唱的〈從未試過擁有〉及〈仍是痛在我心的你〉，歌曲分別收錄於黎明的個人音樂專輯《是愛、是緣》及温兆倫的個人音樂專輯《今生無悔》。

## 演員與角色

### 角色簡介
| 演員     | 角色名     | 角色介紹 | 參考／備註    |
| -------- | ---------- | --- | ------------- |
| 黎明     | 程朗       | 程孝全的兒子、程虹的哥哥，與前妻傅素梅育有兒子程子洋，好友張進寶稱他為「老大」，高天俊原本是其好友，其後反目成仇。 | [ 16 ] [ 17 ] |
| 溫兆倫   | 高天俊     | 高天祿的弟弟，程朗原本是其好友，其後反目成仇。                                                                     | [ 18 ] [ 19 ] |
| 周海媚   | 沈文薏     | 田樹泰、李麗冰的女兒、程虹的好友，是高天俊追求的對象且曾經訂婚，後來成為程朗的女友，展翹是其情敵。                 | [ 20 ]        |
| 邵美琪   | 展翹       | 越南難民，曾經是程朗的女友，也是同慶的暗戀對象，其後為了救程朗而被高天俊槍殺。                                     |               |
| 劉兆銘   | 程孝全     | 程朗、程虹之父，田樹泰是其多年前的好友，好友林淑芳稱他「懲教署」。                                                 |               |
| 梁俊傑   | 童年時程朗 | |               |
| 楊美儀   | 程虹       | 程孝全的女兒；程朗的妹妹；沈文薏的好友，其後與高天俊結婚且被殺害。                                                 | [ 21 ]        |
| 許英麒   | 程子洋     | 程朗與傅素梅的兒子，其後隨母親移居美國。                                                                           |               |
| 張靜     | 傅素梅     | 程朗的前妻；程子洋的母親。因無法忍受程朗的浪子性格而離開程朗。                                                     |               |
| 許紹雄   | 高天祿     | 高天祿，高天俊的哥哥。                                                                                             |               |
| 朱鑫輝   | 童年高天俊 | |               |
| 黃愷欣   | 周婉琴     | 高天祿的妻子。 |               |
| 關海山   | 田樹泰     | 綽號「爛賭泰」、「孤寒鐸」，李麗冰的前夫，因嗜賭而離婚。程孝全是他多年前的好友；高天俊是他後來所收的契子。         |               |
| 白茵     | 李麗冰     | 田樹泰的前妻；沈文薏的母親，因患上末期肝癌而病逝。                                                                 |               |
| 歐陽震華 | 同慶       | 越南難民，暗戀展翹，其後為了保護展翹而被大檬用刀殺死，但在臨死前勒死大檬。                                         |               |
| 陳國邦   | 張進寶     | 程朗在台灣認識的好友，因闖禍而返回香港，其後因綁架田樹泰而被判入獄18年。                                           |               |
| 馮素波   | 林淑芳     | 程孝全的好友、許家駒的母親。                                                                                       |               |
| 陶大宇   | 許家駒     | 林淑芳的兒子，任職見習督察，其後晉昇為高級督察，後來與葉曉青結婚。                                                 |               |
| 王綺琴   | 葉曉青     | 許家駒的同事，二人後來結婚。                                                                                       |               |
| 陳嘉賢   | 殷平       | 林淑芳的表姨甥女，曾經是高天祿的追求對象，其後成為程孝全的填房。                                                   |               |
| 陳慧儀   | 阮花       | 展翹的好友，是一名越南難民，因被強姦染上性病而喪失移民資格，其後自殺身亡。                                         |               |
| 崔嘉寶   | 胡珍珍     | 越南難民，與展翹敵對。                                                                                             |               |

### 角色關係圖表
《今生無悔》以程朗、高天俊、沈文薏等三個家庭為核心，進而延伸到他們的朋友及工作場所的故事，以下是主要演員及其所飾演的角色關係圖表：
|                     |                     |                     |                     |                     |                     |                     |                     |                     |                     | 表姨母／表姨甥女    | 表姨母／表姨甥女    | 表姨母／表姨甥女    | 表姨母／表姨甥女    | 表姨母／表姨甥女    | 表姨母／表姨甥女    |                     |                     |                     |                     |                     |                     | 填房                | 填房                | 填房                | 填房                | 填房              | 填房              |                     |                     |                     |                     |                     |                     |                     |                     | 鬥氣冤家            | 鬥氣冤家            | 鬥氣冤家          | 鬥氣冤家          | 鬥氣冤家 | 鬥氣冤家 |      |      |                     |                     |                     |                     |                     |                     | 先友後夫妻          | 先友後夫妻          | 先友後夫妻 | 先友後夫妻 | 先友後夫妻          | 先友後夫妻          |                     |                     |                     |                     |                     |                     |                     |                     |      |      |      |      |      |      |                   |                   |                   |                   |                   |                   |            |            |            |            |            |            |  |  |  |  |  |  |  |  |  |  |
|                     |                     |                     |                     |                     |                     |                     |                     |                     |                     | 表姨母／表姨甥女    | 表姨母／表姨甥女    | 表姨母／表姨甥女    | 表姨母／表姨甥女    | 表姨母／表姨甥女    | 表姨母／表姨甥女    |                     |                     |                     |                     |                     |                     | 填房                | 填房                | 填房                | 填房                | 填房              | 填房              |                     |                     |                     |                     |                     |                     |                     |                     | 鬥氣冤家            | 鬥氣冤家            | 鬥氣冤家          | 鬥氣冤家          | 鬥氣冤家 | 鬥氣冤家 |      |      |                     |                     |                     |                     |                     |                     | 先友後夫妻          | 先友後夫妻          | 先友後夫妻 | 先友後夫妻 | 先友後夫妻          | 先友後夫妻          |                     |                     |                     |                     |                     |                     |                     |                     |      |      |      |      |      |      |                   |                   |                   |                   |                   |                   |            |            |            |            |            |            |  |  |  |  |  |  |  |  |  |  |
|                     |                     |                     |                     | 林淑芳 （馮素波飾） | 林淑芳 （馮素波飾） | 林淑芳 （馮素波飾） | 林淑芳 （馮素波飾） | 林淑芳 （馮素波飾） | 林淑芳 （馮素波飾） |                     |                     |                     |                     |                     |                     | 殷平 （陳嘉賢飾）   | 殷平 （陳嘉賢飾）   | 殷平 （陳嘉賢飾）   | 殷平 （陳嘉賢飾）   | 殷平 （陳嘉賢飾）   | 殷平 （陳嘉賢飾）   |                     |                     |                     |                     |                   |                   | 程孝全 （劉兆銘飾） | 程孝全 （劉兆銘飾） | 程孝全 （劉兆銘飾） | 程孝全 （劉兆銘飾） | 程孝全 （劉兆銘飾） | 程孝全 （劉兆銘飾） |                     |                     |                     |                     |                   |                   |          |          |      |      | 高天祿 （許紹雄飾） | 高天祿 （許紹雄飾） | 高天祿 （許紹雄飾） | 高天祿 （許紹雄飾） | 高天祿 （許紹雄飾） | 高天祿 （許紹雄飾） |                     |                     |            |            | 周婉琴 （黃愷欣飾） | 周婉琴 （黃愷欣飾） | 周婉琴 （黃愷欣飾） | 周婉琴 （黃愷欣飾） | 周婉琴 （黃愷欣飾） | 周婉琴 （黃愷欣飾） |                     |                     |                     |                     |      |      |      |      |      |      |                   |                   |                   |                   |                   |                   |            |            |            |            |            |            |  |  |  |  |  |  |  |  |  |  |
|                     |                     |                     |                     | 林淑芳 （馮素波飾） | 林淑芳 （馮素波飾） | 林淑芳 （馮素波飾） | 林淑芳 （馮素波飾） | 林淑芳 （馮素波飾） | 林淑芳 （馮素波飾） |                     |                     |                     |                     |                     |                     | 殷平 （陳嘉賢飾）   | 殷平 （陳嘉賢飾）   | 殷平 （陳嘉賢飾）   | 殷平 （陳嘉賢飾）   | 殷平 （陳嘉賢飾）   | 殷平 （陳嘉賢飾）   |                     |                     |                     |                     |                   |                   | 程孝全 （劉兆銘飾） | 程孝全 （劉兆銘飾） | 程孝全 （劉兆銘飾） | 程孝全 （劉兆銘飾） | 程孝全 （劉兆銘飾） | 程孝全 （劉兆銘飾） |                     |                     |                     |                     |                   |                   |          |          |      |      | 高天祿 （許紹雄飾） | 高天祿 （許紹雄飾） | 高天祿 （許紹雄飾） | 高天祿 （許紹雄飾） | 高天祿 （許紹雄飾） | 高天祿 （許紹雄飾） |                     |                     |            |            | 周婉琴 （黃愷欣飾） | 周婉琴 （黃愷欣飾） | 周婉琴 （黃愷欣飾） | 周婉琴 （黃愷欣飾） | 周婉琴 （黃愷欣飾） | 周婉琴 （黃愷欣飾） |                     |                     |                     |                     |      |      |      |      |      |      |                   |                   |                   |                   |                   |                   |            |            |            |            |            |            |  |  |  |  |  |  |  |  |  |  |
|                     |                     |                     |                     |                     |                     |                     |                     |                     |                     |                     |                     |                     |                     |                     |                     |                     |                     |                     |                     |                     |                     |                     |                     |                     |                     |                   |                   |                     |                     |                     |                     |                     |                     |                     |                     |                     |                     |                   |                   |          |          |      |      |                     |                     |                     |                     |                     |                     |                     |                     |            |            |                     |                     |                     |                     |                     |                     |                     |                     |                     |                     |      |      |      |      |      |      |                   |                   |                   |                   |                   |                   |            |            |            |            |            |            |  |  |  |  |  |  |  |  |  |  |
|                     |                     | 母子                | 母子                | 母子                | 母子                | 母子                | 母子                |                     |                     |                     |                     |                     |                     |                     |                     |                     |                     |                     |                     |                     |                     | 父子                | 父子                | 父子                | 父子                | 父子              | 父子              |                     |                     |                     |                     |                     |                     | 父女                | 父女                | 父女                | 父女                | 父女              | 父女              |          |          |      |      |                     |                     | 兄弟                | 兄弟                | 兄弟                | 兄弟                | 兄弟                | 兄弟                |            |            |                     |                     |                     |                     |                     |                     |                     |                     |                     |                     |      |      |      |      |      |      |                   |                   |                   |                   |                   |                   |            |            |            |            |            |            |  |  |  |  |  |  |  |  |  |  |
|                     |                     | 母子                | 母子                | 母子                | 母子                | 母子                | 母子                |                     |                     |                     |                     |                     |                     |                     |                     |                     |                     |                     |                     |                     |                     | 父子                | 父子                | 父子                | 父子                | 父子              | 父子              | 前妻／前夫          | 前妻／前夫          | 前妻／前夫          | 前妻／前夫          | 前妻／前夫          | 前妻／前夫          | 父女                | 父女                | 父女                | 父女                | 父女              | 父女              |          |          |      |      |                     |                     | 兄弟                | 兄弟                | 兄弟                | 兄弟                | 兄弟                | 兄弟                | 兄妹       | 兄妹       | 兄妹                | 兄妹                | 兄妹                | 兄妹                |                     |                     |                     |                     |                     |                     | 夫妻 | 夫妻 | 夫妻 | 夫妻 | 夫妻 | 夫妻 |                   |                   |                   |                   |                   |                   | 契子／契父 | 契子／契父 | 契子／契父 | 契子／契父 | 契子／契父 | 契子／契父 |  |  |  |  |  |  |  |  |  |  |
|                     |                     |                     |                     |                     |                     |                     |                     |                     |                     |                     |                     |                     |                     |                     |                     |                     |                     |                     |                     |                     |                     |                     |                     |                     |                     |                   |                   | 前妻／前夫          | 前妻／前夫          | 前妻／前夫          | 前妻／前夫          | 前妻／前夫          | 前妻／前夫          |                     |                     |                     |                     |                   |                   |          |          |      |      |                     |                     |                     |                     |                     |                     |                     |                     | 兄妹       | 兄妹       | 兄妹                | 兄妹                | 兄妹                | 兄妹                |                     |                     |                     |                     |                     |                     | 夫妻 | 夫妻 | 夫妻 | 夫妻 | 夫妻 | 夫妻 |                   |                   |                   |                   |                   |                   | 契子／契父 | 契子／契父 | 契子／契父 | 契子／契父 | 契子／契父 | 契子／契父 |  |  |  |  |  |  |  |  |  |  |
| 許家駒 （陶大宇飾） | 許家駒 （陶大宇飾） | 許家駒 （陶大宇飾） | 許家駒 （陶大宇飾） | 許家駒 （陶大宇飾） | 許家駒 （陶大宇飾） |                     |                     |                     |                     | 傅素梅 （張靜飾）   | 傅素梅 （張靜飾）   | 傅素梅 （張靜飾）   | 傅素梅 （張靜飾）   | 傅素梅 （張靜飾）   | 傅素梅 （張靜飾）   |                     |                     |                     |                     |                     |                     | 程朗 （黎明飾）     | 程朗 （黎明飾）     | 程朗 （黎明飾）     | 程朗 （黎明飾）     | 程朗 （黎明飾）   | 程朗 （黎明飾）   |                     |                     |                     |                     |                     |                     | 程虹 （楊美儀飾）   | 程虹 （楊美儀飾）   | 程虹 （楊美儀飾）   | 程虹 （楊美儀飾）   | 程虹 （楊美儀飾） | 程虹 （楊美儀飾） |          |          |      |      |                     |                     | 高天俊 （溫兆倫飾） | 高天俊 （溫兆倫飾） | 高天俊 （溫兆倫飾） | 高天俊 （溫兆倫飾） | 高天俊 （溫兆倫飾） | 高天俊 （溫兆倫飾） |            |            | 田樹泰 （關海山飾） | 田樹泰 （關海山飾） | 田樹泰 （關海山飾） | 田樹泰 （關海山飾） | 田樹泰 （關海山飾） | 田樹泰 （關海山飾） |                     |                     |                     |                     |      |      |      |      |      |      |                   |                   |                   |                   |                   |                   |            |            |            |            |            |            |  |  |  |  |  |  |  |  |  |  |
| 許家駒 （陶大宇飾） | 許家駒 （陶大宇飾） | 許家駒 （陶大宇飾） | 許家駒 （陶大宇飾） | 許家駒 （陶大宇飾） | 許家駒 （陶大宇飾） |                     |                     |                     |                     |                     | 傅素梅 （張靜飾）   | 傅素梅 （張靜飾）   | 傅素梅 （張靜飾）   | 傅素梅 （張靜飾）   | 傅素梅 （張靜飾）   |                     |                     |                     |                     |                     |                     | 程朗 （黎明飾）     | 程朗 （黎明飾）     | 程朗 （黎明飾）     | 程朗 （黎明飾）     | 程朗 （黎明飾）   | 程朗 （黎明飾）   |                     |                     |                     |                     |                     |                     | 程虹 （楊美儀飾）   | 程虹 （楊美儀飾）   | 程虹 （楊美儀飾）   | 程虹 （楊美儀飾）   | 程虹 （楊美儀飾） | 程虹 （楊美儀飾） |          |          |      |      |                     |                     | 高天俊 （溫兆倫飾） | 高天俊 （溫兆倫飾） | 高天俊 （溫兆倫飾） | 高天俊 （溫兆倫飾） | 高天俊 （溫兆倫飾） | 高天俊 （溫兆倫飾） |            |            | 田樹泰 （關海山飾） | 田樹泰 （關海山飾） | 田樹泰 （關海山飾） | 田樹泰 （關海山飾） | 田樹泰 （關海山飾） | 田樹泰 （關海山飾） |                     |                     |                     |                     |      |      |      |      |      |      |                   |                   |                   |                   |                   |                   |            |            |            |            |            |            |  |  |  |  |  |  |  |  |  |  |
|                     |                     |                     |                     |                     |                     |                     |                     |                     |                     |                     |                     |                     |                     |                     |                     |                     |                     |                     |                     |                     |                     |                     |                     |                     |                     |                   |                   |                     |                     |                     |                     | 先友後敵            |                     |                     |                     |                     |                     |                   |                   |          |          |      |      |                     |                     |                     |                     |                     |                     |                     |                     |            |            |                     |                     |                     |                     |                     |                     |                     |                     |                     |                     |      |      |      |      |      |      |                   |                   |                   |                   |                   |                   |            |            |            |            |            |            |  |  |  |  |  |  |  |  |  |  |
|                     |                     |                     |                     |                     |                     |                     |                     |                     |                     |                     |                     |                     |                     |                     |                     |                     |                     |                     |                     |                     |                     |                     |                     |                     |                     |                   |                   |                     |                     |                     |                     |                     |                     |                     |                     |                     |                     |                   |                   |          |          |      |      |                     |                     |                     |                     |                     |                     |                     |                     |            |            |                     |                     |                     |                     |                     |                     |                     |                     |                     |                     |      |      |      |      |      |      |                   |                   |                   |                   |                   |                   |            |            |            |            |            |            |  |  |  |  |  |  |  |  |  |  |
| 先同事後夫妻        | 先同事後夫妻        | 先同事後夫妻        | 先同事後夫妻        | 先同事後夫妻        | 先同事後夫妻        |                     |                     | 母子                | 母子                | 母子                | 母子                | 母子                | 母子                | 父子                | 父子                | 父子                | 父子                | 父子                | 父子                | 死黨                | 死黨                | 死黨                | 死黨                | 死黨                | 死黨                |                   |                   |                     |                     |                     |                     |                     |                     |                     |                     |                     |                     |                   |                   |          |          |      |      | 先情侶後分手        | 先情侶後分手        | 先情侶後分手        | 先情侶後分手        | 先情侶後分手        | 先情侶後分手        | 父女                | 父女                | 父女       | 父女       | 父女                | 父女                | 離婚夫妻            | 離婚夫妻            | 離婚夫妻            | 離婚夫妻            | 離婚夫妻            | 離婚夫妻            |                     |                     |      |      |      |      |      |      |                   |                   |                   |                   |                   |                   |            |            |            |            |            |            |  |  |  |  |  |  |  |  |  |  |
| 先同事後夫妻        | 先同事後夫妻        | 先同事後夫妻        | 先同事後夫妻        | 先同事後夫妻        | 先同事後夫妻        |                     |                     |                     | 母子                | 母子                | 母子                | 母子                | 母子                | 父子                | 父子                | 父子                | 父子                | 父子                | 父子                | 死黨                | 死黨                | 死黨                | 死黨                | 死黨                | 死黨                |                   |                   |                     |                     |                     |                     |                     |                     |                     |                     |                     |                     |                   |                   |          |          |      |      | 先情侶後分手        | 先情侶後分手        | 先情侶後分手        | 先情侶後分手        | 先情侶後分手        | 先情侶後分手        | 父女                | 父女                | 父女       | 父女       | 父女                | 父女                | 離婚夫妻            | 離婚夫妻            | 離婚夫妻            | 離婚夫妻            | 離婚夫妻            | 離婚夫妻            |                     |                     |      |      |      |      |      |      |                   |                   |                   |                   |                   |                   |            |            |            |            |            |            |  |  |  |  |  |  |  |  |  |  |
|                     |                     |                     |                     |                     |                     |                     |                     |                     |                     |                     |                     |                     |                     |                     |                     |                     |                     |                     |                     |                     |                     |                     |                     | 情侶                | 情侶                | 情侶              | 情侶              | 情侶                | 情侶                |                     |                     |                     |                     | 情侶                | 情侶                | 情侶                | 情侶                | 情侶              | 情侶              | 好友     | 好友     | 好友 | 好友 | 好友                | 好友                |                     |                     |                     |                     |                     |                     |            |            |                     |                     |                     |                     |                     |                     |                     |                     |                     |                     |      |      |      |      |      |      |                   |                   |                   |                   |                   |                   |            |            |            |            |            |            |  |  |  |  |  |  |  |  |  |  |
| 葉曉青 （王綺琴飾） | 葉曉青 （王綺琴飾） | 葉曉青 （王綺琴飾） | 葉曉青 （王綺琴飾） | 葉曉青 （王綺琴飾） | 葉曉青 （王綺琴飾） |                     |                     |                     |                     | 程子洋 （許英麒飾） | 程子洋 （許英麒飾） | 程子洋 （許英麒飾） | 程子洋 （許英麒飾） | 程子洋 （許英麒飾） | 程子洋 （許英麒飾） |                     |                     |                     |                     | 張進寶 （陳國邦飾） | 張進寶 （陳國邦飾） | 張進寶 （陳國邦飾） | 張進寶 （陳國邦飾） | 張進寶 （陳國邦飾） | 張進寶 （陳國邦飾） | 情侶              | 情侶              | 情侶                | 情侶                |                     |                     |                     |                     | 情侶                | 情侶                | 情侶                | 情侶                | 情侶              | 情侶              | 好友     | 好友     | 好友 | 好友 | 好友                | 好友                | 展翹 （邵美琪飾）   | 展翹 （邵美琪飾）   | 展翹 （邵美琪飾）   | 展翹 （邵美琪飾）   | 展翹 （邵美琪飾）   | 展翹 （邵美琪飾）   |            |            |                     |                     |                     |                     | 沈文薏 （周海媚飾） | 沈文薏 （周海媚飾） | 沈文薏 （周海媚飾） | 沈文薏 （周海媚飾） | 沈文薏 （周海媚飾） | 沈文薏 （周海媚飾） |      |      |      |      |      |      | 李麗冰 （白茵飾） | 李麗冰 （白茵飾） | 李麗冰 （白茵飾） | 李麗冰 （白茵飾） | 李麗冰 （白茵飾） | 李麗冰 （白茵飾） |            |            |            |            |            |            |  |  |  |  |  |  |  |  |  |  |
| 葉曉青 （王綺琴飾） | 葉曉青 （王綺琴飾） | 葉曉青 （王綺琴飾） | 葉曉青 （王綺琴飾） | 葉曉青 （王綺琴飾） | 葉曉青 （王綺琴飾） |                     |                     |                     |                     |                     | 程子洋 （許英麒飾） | 程子洋 （許英麒飾） | 程子洋 （許英麒飾） | 程子洋 （許英麒飾） | 程子洋 （許英麒飾） |                     |                     |                     |                     | 張進寶 （陳國邦飾） | 張進寶 （陳國邦飾） | 張進寶 （陳國邦飾） | 張進寶 （陳國邦飾） | 張進寶 （陳國邦飾） | 張進寶 （陳國邦飾） |                   |                   |                     |                     |                     |                     |                     |                     |                     |                     |                     |                     |                   |                   |          |          |      |      |                     |                     | 展翹 （邵美琪飾）   | 展翹 （邵美琪飾）   | 展翹 （邵美琪飾）   | 展翹 （邵美琪飾）   | 展翹 （邵美琪飾）   | 展翹 （邵美琪飾）   |            |            |                     |                     |                     |                     | 沈文薏 （周海媚飾） | 沈文薏 （周海媚飾） | 沈文薏 （周海媚飾） | 沈文薏 （周海媚飾） | 沈文薏 （周海媚飾） | 沈文薏 （周海媚飾） |      |      |      |      |      |      | 李麗冰 （白茵飾） | 李麗冰 （白茵飾） | 李麗冰 （白茵飾） | 李麗冰 （白茵飾） | 李麗冰 （白茵飾） | 李麗冰 （白茵飾） |            |            |            |            |            |            |  |  |  |  |  |  |  |  |  |  |
|                     |                     |                     |                     |                     |                     |                     |                     |                     |                     |                     |                     |                     |                     |                     |                     |                     |                     |                     |                     |                     |                     |                     |                     |                     |                     |                   |                   |                     |                     |                     |                     |                     |                     |                     |                     | 情敵                | 情敵                | 情敵              | 情敵              | 情敵     | 情敵     |      |      |                     |                     |                     |                     | 女兒／母親          | 女兒／母親          | 女兒／母親          | 女兒／母親          | 女兒／母親 | 女兒／母親 |                     |                     |                     |                     |                     |                     |                     |                     |                     |                     |      |      |      |      |      |      |                   |                   |                   |                   |                   |                   |            |            |            |            |            |            |  |  |  |  |  |  |  |  |  |  |
|                     |                     |                     |                     |                     |                     |                     |                     |                     |                     |                     |                     |                     |                     |                     |                     |                     |                     |                     |                     |                     |                     |                     |                     |                     |                     |                   |                   |                     |                     |                     |                     |                     |                     |                     |                     | 情敵                | 情敵                | 情敵              | 情敵              | 情敵     | 情敵     |      |      |                     |                     |                     |                     | 女兒／母親          | 女兒／母親          | 女兒／母親          | 女兒／母親          | 女兒／母親 | 女兒／母親 |                     |                     |                     |                     |                     |                     |                     |                     |                     |                     |      |      |      |      |      |      |                   |                   |                   |                   |                   |                   |            |            |            |            |            |            |  |  |  |  |  |  |  |  |  |  |
|                     |                     |                     |                     |                     |                     |                     |                     |                     |                     |                     |                     |                     |                     |                     |                     |                     |                     | 敵對                | 敵對                | 敵對                | 敵對                | 敵對                | 敵對                | 好友                | 好友                | 好友              | 好友              | 好友                | 好友                | ↑ 暗戀              | ↑ 暗戀              | ↑ 暗戀              | ↑ 暗戀              | ↑ 暗戀              | ↑ 暗戀              |                     |                     |                   |                   |          |          |      |      |                     |                     |                     |                     |                     |                     |                     |                     |            |            |                     |                     |                     |                     |                     |                     |                     |                     |                     |                     |      |      |      |      |      |      |                   |                   |                   |                   |                   |                   |            |            |            |            |            |            |  |  |  |  |  |  |  |  |  |  |
|                     |                     |                     |                     |                     |                     |                     |                     |                     |                     |                     |                     |                     |                     |                     |                     |                     |                     | 敵對                | 敵對                | 敵對                | 敵對                | 敵對                | 敵對                | 好友                | 好友                | 好友              | 好友              | 好友                | 好友                | ↑ 暗戀              | ↑ 暗戀              | ↑ 暗戀              | ↑ 暗戀              | ↑ 暗戀              | ↑ 暗戀              |                     |                     |                   |                   |          |          |      |      |                     |                     |                     |                     |                     |                     |                     |                     |            |            |                     |                     |                     |                     |                     |                     |                     |                     |                     |                     |      |      |      |      |      |      |                   |                   |                   |                   |                   |                   |            |            |            |            |            |            |  |  |  |  |  |  |  |  |  |  |
|                     |                     |                     |                     |                     |                     |                     |                     |                     |                     |                     |                     |                     |                     |                     |                     | 胡珍珍 （崔嘉寶飾） | 胡珍珍 （崔嘉寶飾） | 胡珍珍 （崔嘉寶飾） | 胡珍珍 （崔嘉寶飾） | 胡珍珍 （崔嘉寶飾） | 胡珍珍 （崔嘉寶飾） |                     |                     | 阮花 （陳慧儀飾）   | 阮花 （陳慧儀飾）   | 阮花 （陳慧儀飾） | 阮花 （陳慧儀飾） | 阮花 （陳慧儀飾）   | 阮花 （陳慧儀飾）   |                     |                     | 同慶 （歐陽震華飾） | 同慶 （歐陽震華飾） | 同慶 （歐陽震華飾） | 同慶 （歐陽震華飾） | 同慶 （歐陽震華飾） | 同慶 （歐陽震華飾） |                   |                   |          |          |      |      |                     |                     |                     |                     |                     |                     |                     |                     |            |            |                     |                     |                     |                     |                     |                     |                     |                     |                     |                     |      |      |      |      |      |      |                   |                   |                   |                   |                   |                   |            |            |            |            |            |            |  |  |  |  |  |  |  |  |  |  |

### 其他演員及角色
- 張百賢 飾 年青夫
- 謝敏儀 飾 年青婦
- 艾威 飾 鍾發白（程孝全之伙计）
- 郭政鴻 飾 朱俊男（程孝全之伙计）
- 白蘭 飾 師奶甲
- 鄧煜榮 飾 榮父
- 黃建峰 飾 榮子
- 曾耀明 飾 屋主李
- 黃文標 飾 屋主王
- 李健強 飾 男甲
- 黃仲匡 飾 男乙
- 麥志洋 飾 男丙
- 廖麗麗 飾 老板娘
- 劉鳳婷 飾 售貨員
- 鄭志 飾 警衛
- 薛春煒 飾 五哥
- 刘一飛 飾 導演
- 潘嘉德 飾 製片
- 潘強 飾 助導
- 鄧健勳 飾 海哥
- 鄒靜 飾 學生
- 祝文君 飾 學生
- 黃祖明 飾 學生
- 徐新義 飾 校長
- 承恩 飾 相士
- 彭峻輝 飾 助手甲
- 招偉華 飾 助手乙
- 周凌 飾 婦人
- 梁健平 飾 何東尼
- 姜為南 飾 PAUL
- 吳啟明 飾 PETER
- 朱威明 飾 學生甲
- 陳子豪 飾 學生乙
- 伍秉君 飾 先生
- 梁志 飾 房客甲
- 方傑 飾 房客乙
- 何文進 飾 檔主
- 何國裕 飾 子
- 衛昇 飾 父
- 梁俊傑 飾 男子
- 西川千秋 飾 RUBY
- 林宇鴻 飾 頑童
- 李文彪 飾 張里察
- 容嘉勵 飾 LILY
- 鄭維嘉 飾 MAGGIE
- 陳均榕 飾 桂筍
- 蘇慧瑜 飾 坤嫂
- 關子標 飾 坤叔
- 陳家霖 飾 賜
- 薛峻 飾 蛇頭甲
- 許志佳 飾 蛇頭乙
- 俞明 飾 叻伯
- 羅鴻 飾 客人
- 蕭山仁 飾 香花店老板
- 侯尉雲 飾 小雲
- 葉麗霞 飾 ADA
- 李煌生 飾 JOHN
- 凌禮文 飾 難民營營長
- 黃成想 飾 店主
- 麥子雲 飾 沙POT
- 鄧汝超 飾 老鬼
- 黃德斌 飾 阿發
- 蔡國慶 飾 李有才
- 何英偉 飾 青面輝
- 林嘉麗 飾 麥當娜
- 李耀敬 飾 蛇頭
- 陳明君 飾 SANDY（田樹泰之秘書）
- 黎秀英 飾 三姐
- 林家棟 飾 LEO
- 廖見玲 飾 CO CO
- 戴少民 飾 WOODY
- 田永加 飾 ERIC
- 曹濟 飾 劉權
- 葉天行 飾 大哥檬
- 林道權 飾 阿九
- 叢世權 飾 阿木
- 王翠玉 飾 NANCY
- 王偉樑 飾 阿忠
- 蔡雲 飾 湯偉年
- 陸應康 飾 陳先生
- 凌漢 飾 宋先生
- 馬小虎 飾 肥強
- 石云 飾 神父
- 李衛民 飾 優皮
- 談泉慶 飾 周SIR
- 丁茵 飾 尤美珠（葉曉青之岳母）
- 羅雪玲 飾 GRACE
- 莫燕嫦 飾 IRENE
- 郭卓樺 飾 JACKEY
- 黃思恩 飾 尼
- 王維德 飾 成
- 張振華 飾 智
- 林文森 飾 ANNA
- 溫雙燕 飾 才嬸
- 譚兆明 飾 曾律師
- 黎耀祥 飾 阿昌（高天俊之監獄朋友）
- 李海生 飾 大喪
- 亦羚 飾 阿鳳
- 程思俊 飾 盧經理
- 張家偉 飾 阿福
- 梁欽棋 飾 何兆明
- 林健輝 飾 阿貴
- 區嶽 飾 茂叔
- 陳中堅 飾 添叔
- 陳勉良 飾 阿良
- 韋以茵 飾 阿蘭
- 曾健明 飾 歐先生
- 招偉樺 飾 學生
- 黃瑋琳 飾 學生/攝影師
- 吳華山 飾 姚導演
- 游飆 飾 軍火佬
- 梅蘭 飾 阿玉（田樹泰之管家）
- 劉桂芳 飾 玲（田樹泰之女人）
- 麥皓為 飾 林醫生
- 仇善堅 飾 光仔
- 梁少狄 飾 強
- 譚一清 飾 劉先生
- 羅國維 飾 彭律師
- 劉鳳娟 飾 KELLY
- 李顯明 飾 阿松
- 羅國輝 飾 朱律師
- 陳寶儀 飾 麥律師
- 李成昌 飾 陳檢控官
- 陳有后 飾 羅法官
- 駱應鈞 飾 張律師
- 郭德信 飾 法官
- 古志明 飾 律師
- 應善然 飾 律師
- 麥嘉倫 飾 律師
- 萬梓豐 飾 律師
- 林韋辰 飾 阿彪
- 張鴻昌 飾 阿龍
- 古瑞坤 飾 阿文
- 鄭繼宗 飾 阿華
- 楊美寶 飾 女歌手
- 孫季卿 飾 阿東
- 甄志強 飾 匪徒
- 何柏光 飾 興伯
- 羅樹祺 飾 余先生
- 計祥龍[註 1]  飾 匪徒
- 簡瑞超[註 2] 飾
- 陳鳳冰[註 3] 飾 路人

## 劇情大綱
《今生無悔》以1980至1990年代的香港為時代背景，透過劇情展現出性格與命運的關係。劇中主角程朗（黎明飾）從小被父親程孝全（劉兆銘飾）安排入讀寄宿學校，養成反叛不羈的性格，後來更離家到台灣闖蕩从事特技演员。程朗妹妹程虹（楊美儀飾）見父兄不和，借機邀請程朗回香港參加她的畢業禮，希望能一家團聚，程朗終與父親和好，並巧遇童年好友建築師高天俊（溫兆倫飾），重拾舊日友誼。程朗在偶然結識了滯留香港的越南難民展翹（邵美琪飾），並發展出一段刻骨銘心的愛情，其後以展翹離開香港告終。程虹好友沈文薏（周海媚飾）本鍾情於程朗，但見程朗只鍾情展翹，收藏對程朗的情意，亦接受高天俊的追求，但後來認為自己放不下程朗而與高天俊分手。展翹離開香港後，情緒低落的程朗得沈文薏扶持，重建信心，並發展事業，二人情愫亦漸生，而當程朗與沈文薏熱戀之際，展翹回到香港欲與程朗再續情緣，一段糾纏不清的三角戀情由此展開。另一方面，高天俊與程朗的恩怨情仇更趨白熱化階段，他誤會程朗橫刀奪愛搶走沈文薏，於是陷害程朗藏毒，使程朗看清他的真面目，程朗收集證據揭發高天俊的不法所為，令高天俊入獄。高天俊在獄中被人欺負，對程朗恨之入骨，誓要報仇，他出獄後不但陷害程孝全，使他半身癱瘓，更為求目的而殺害程虹，後來因生意失敗及腦病惡化，神智陷入瘋狂邊緣，誓要置程朗於死地，而程朗此時正周旋於文薏、展翹的三角關係。

### 分集劇情
| 集數 | 標題               | 編劇   | 首播日期      |
| --- | ------------------ | ------ | ------------- |
| 1 | 文薏初會程朗       | 歐冠英 | 1991年5月13日 |
| 程孝全因多年來獨力打理裝修公司而感到吃力，程虹和林淑芳常勸他與程朗和好，孝全頑固不肯。程虹到台灣找程朗，欲化解孝全、程朗之間的誤會。程朗多年來仍不改浪子性格，令傅素梅不滿並決定分手，沈文薏剛巧目睹，對程朗留下深刻印象。文薏接程虹回家居住，並一起到處尋找程朗，二人本應在一酒吧遇上程朗，但程朗與張進寶正被仇家追殺，程虹、文薏匆忙離去，未有見到程朗，反而程朗見到程虹。 |                    |        |               |
| 2 | 程虹遊說朗回港     | 歐冠英 | 1991年5月14日 |
| 程朗設法尋找程虹下落，並偶然遇見文薏，從而與程虹重逢。程朗帶程虹、文薏四處遊玩，程虹遊說他回港但遭拒絕，程虹、文薏在程朗的居所見到子洋，感到意外。程虹獨自返回香港，孝全見程朗未有一起回來，大失所望。孝全發生工業意外，腿部受傷，程虹托文薏轉交一信予程朗，勸他回港，文薏在片場尋找程朗並目睹他冒險拍特技鏡頭，擔心不已。程朗在中秋節只得與子洋二人慶祝，他對無根的生活漸感厭倦。 |                    |        |               |
| 3 | 程朗終與父和好     | 歐冠英 | 1991年5月15日 |
| 程朗在程虹的畢業禮上帶同子洋出現，孝全內心歡喜，表面上卻仍硬繃繃，程朗與孝全一言不合，攜子洋出走，暫住於淑芳家。程朗在其童年的寄宿學校遇見高天俊，二人久別重逢，話舊一番。天俊得知程朗境況後，安排天祿搬到其新居共住，將原本的居所讓與程朗父子居住。許家駒安排孝全探訪程朗，欲使二人和好，卻被天祿無意中破壞。孝全一怒之下毆打當日說程朗命硬克父母的相士而被拘捕，程虹等故意不往保釋孝全，由程朗趕往保釋，程朗、孝全終於和好，程朗與子洋搬回家居住。 |                    |        |               |
| 4 | 程虹傾慕天俊       | 賈偉南 | 1991年5月16日 |
| 孝全與程朗分開多年後再次住在一起，起初因生活習慣不同而產生嫌隙，猶幸二人終能互相諒解，和睦相處。程虹在天俊工作的建築師樓覓得秘書一職，天俊因她是程朗之妹，對她頗照顧，程虹對天俊漸生傾慕之情。孝全的裝修公司開張，天俊、天祿齊到賀，孝全才知二人的關系，大感意外。孝全要求程朗助他打理業務，但程朗拒絕。某天，程朗在街頭遇見展翹與阿筍爭執，且被展翹打傷，對她留下深刻印象。阿筍搶去展翹的項鏈，同慶代她搶回，展翹想起往事，不禁唏噓。 |                    |        |               |
| 5 | 程朗助展翹脫險     | 賈偉南 | 1991年5月17日 |
| 展翹與胡珍珍一同任職侍應，珍珍經常對老闆賣弄風情，展翹大為不滿。天俊獲上司賞識，被委派負責一大工程，他送程虹回家慶祝，程虹芳心暗喜，其後得知程朗亦有份，大感失望。孝全替香花店裝修，與展翹發生誤會且扭傷腳，程朗代孝全工作期間與展翹發生重重誤會，二人其後冰釋誤會，互相留下良好印象。珍珍故意將展翹困在店內，幸得程朗相救才脫險。孝全再次要求程朗助他打理裝修公司，因程朗拒絕而起爭執，程朗大數童年所受委屈，孝全心中有愧，向程朗求諒，父子和好。 |                    |        |               |
| 6 | 桂筍強姦阮花       | 賈偉南 | 1991年5月20日 |
| 進寶因在台灣闖禍而到香港程朗家暫住，孝全妒忌進寶與子洋態度親密，又擔心進寶會帶壞子洋，遂暗示進寶盡快搬走，進寶了解孝全心意，找到工作後便搬離程朗家。展翹快將生日，同慶等替她慶祝，阮花喝至半醉，被桂筍強姦，並遭恐嚇不可揭發此事。孝全偶然目睹程朗當特技人的工作情況，甚感擔心，欲阻止程朗繼續以此職，程朗不理。天祿相親時被孝全撞見並四處宣揚，大感尷尬。珍珍與桂筍合作，企圖以美色引誘天祿進行敲詐，展翹發現並通知程朗相救，天祿對二人感激不已。 |                    |        |               |
| 7 | 素梅突然出現       | 趙靜蓉 | 1991年5月21日 |
| 天俊為報答程朗義助天祿，將大工程判予孝全，孝全高興不已。珍珍向展翹報複，暗中讓她服下迷幻藥，欲使她當街出醜，程朗遇見並帶走展翹，展翹感激程朗，二人情愫漸生。新一批獲外國收容的難民名單公布，阮花榜上有名，而展翹則仍然沒有份，同慶安慰她。程朗發現子洋仍思念素梅，頗感不滿，此時，素梅突然出現，表示要取回子洋的撫養權，程朗拒絕。程朗去接子洋放學，發現他被素梅帶走，遂到酒店找素梅，至此才發現素梅的雙腳已經癱瘓。 |                    |        |               |
| 8 | 阮花自殺           | 趙靜蓉 | 1991年5月22日 |
| 程朗見到素梅孤苦伶仃，感到她十分需要子洋，遂讓子洋隨素梅回美國，孝全雖感不滿，亦唯有與子洋惜別。程朗再次當特技人，孝全感到心痛及擔心，程朗終了解孝全的心境，答應他不當做特技人。阮花被桂筍強姦後染上性病，因喪失移民資格而自殺，臨終前向展翹說出真相，展翹找桂筍算帳，反被桂筍打傷。同慶殺死桂筍，替阮花、展翹報仇，家駒追捕同慶，反被同慶打昏，此案由葉曉青負責調查，家駒對曉青的冰泠性格留下深刻印象，其後更被調派跟隨曉青工作，家駒更覺巧合。 |                    |        |               |
| 9 | 文薏加入田氏工作   | 趙靜蓉 | 1991年5月23日 |
| 程朗在田氏建築公司覓得助理科文一職，跟隨阿才工作，阿才見程朗與天俊相熟，誤會他是拉關系的人。孝全在街上遇見進寶義助一名被欺負的老人，對他大改觀，二人關系轉好。李麗冰臨終前囑咐文薏回香港與田樹泰相認，文薏依從，回到香港後暫住程朗家。文薏到田氏公司打算與樹泰相認，卻因發現他是個刻薄兼疑心重的人而感到失望，放棄相認的念頭，其後偶然發現樹泰孤伶寂寞的一面，對他稍為改觀，欲詳細了解他的為人，遂加入田氏工作。 |                    |        |               |
| 10 | 天俊追求文薏       | 陳敬泉 | 1991年5月24日 |
| 文薏因上司遭樹泰辭退而要隨樹泰負責一大工程，工作繁忙，她加倍努力，要在樹泰面前一顯色。程虹一直暗戀天俊，更誤會他亦對自己有意，芳心暗許。天俊發現工程已經由文薏負責，並對她驚天人，展開追求，但文薏專注工作，未有理會。文薏在工作上得到程朗幫忙和維護，對他愛意更深，其後發現他正與展翹熱戀，傷心不已。文薏一時疏忽在工作上犯錯，連累工程可能會延誤日期，樹泰大發脾氣，天俊從中幫助並將事情解決，文薏對他感激不已。 |                    |        |               |
| 11 | 程朗與展翹相戀     | 陳敬泉 | 1991年5月27日 |
| 坤叔一家獲批移民美國，展翹見狀大感失落，找程朗解悶。同慶發現展翹與程朗關系非比尋常，妒忌萬分，並提醒她與程朗相戀會妨礙其移民澳洲的目標。展翹權衡輕重後避開程朗，程朗堅持要與展翹相戀，展翹終被打動。程虹對天俊的愛意日益加深，經常主動獻殷勤，卻遭淑芳誤會，以為她對家駒有意。文薏負責的工程順利完成且頗有成績，樹泰欣賞她的工作能力並派她負責另一工程。天俊向文薏展開追求，文薏以普通朋友社交活動的心態與他來往，程虹偶然發現天俊追求的是文薏。 |                    |        |               |
| 12 | 文薏接受天俊追求   | 陳敬泉 | 1991年5月28日 |
| 程虹發現天俊追求的是文薏，感到難過，向家駒傾訴心事，家駒安慰她，孝全、淑芳誤會二人正熱戀。文薏察覺到程朗已有愛人，感到失望，決接受天俊的追求，孝全撞見二人拍拖共並加以宣揚，眾人祝福文薏，唯獨程虹黯然神傷，文薏亦搬離程家，獨自居住。天俊升職，約同文薏、程朗及展翹一起慶祝，文薏見展翹與程朗的確匹配，心中不禁百般滋味。孝全向來對越南難民存有偏見，加上曾與展翹發生誤會，對她甚感不滿，其後發覺程朗正在與展翹拍拖，大力反對二人來往。 |                    |        |               |
| 13 | 孝全對展翹印象改觀 | 李志賢 | 1991年5月29日 |
| 大檬與阿木、阿九等人潛入難民營四處滋事，並打傷同慶，同慶不忿，展翹勸他不要多生事端。孝全在其裝修公司不小心引起火警，被困火場，幸得展翹奮勇相救才脫險，由此對展翹改觀，不再阻止程朗與她來往。文薏不忍樹泰孤伶度日，刻意安排天俊與樹泰下棋，樹泰對天俊留下良好印象。天俊的設計獲獎，邀請文薏出席慶祝會，文薏因翌日要應付繁忙工作而拒絕，天俊感到不滿，二人不歡而散。文薏負責的地盤公開售樓，兩批黑幫爭排隊展開混戰，進寶因被錯認為黑幫份子而遭毆打。 |                    |        |               |
| 14 | 文薏答應與天俊訂婚 | 李志賢 | 1991年5月30日 |
| 文薏工作表現佳，以為有升職機會，天俊卻從中作梗，安排樹泰聘請新人，文薏感到心灰，天俊乘機向她求婚，文薏答應與他訂婚。文薏介紹進寶到田氏工作，進寶首天上班便與樹泰發生爭執，樹泰對他留下不良印象。進寶看穿文薏一直暗戀程朗，文薏受到當頭棒喝，對天俊的感情動搖。文薏心力交瘁，在訂婚宴上昏倒，其後更向天俊提出解除婚約，天俊大感氣憤。展翹與同慶一同獲批准移民澳洲，展翹想起與程朗的一段感情將要終結，不禁失落。 |                    |        |               |
| 15 | 展翹黯然離港       | 李志賢 | 1991年5月31日 |
| 程朗終了解孝全的心態，決定助孝全打理裝修公司，孝全大喜。程朗得知展翹獲批移民，大受打擊，心情苦悶，向程虹傾訴。展翹要求程朗與她一起去澳洲，程朗猶豫，孝全得悉此事，大發脾氣，失足跌至重傷。大檬醉酒後欲強姦展翹，同慶相救，二人兩敗俱傷，互相殺死對方，展翹心痛內疚，加強離開香港的決心並傳呼程朗，程朗正專心照顧垂危的孝全，未能理會展翹，展翹黯然起程赴澳洲。孝全度過危險期，程朗鬆一口氣，去找展翹，卻只找到她一封訣別信，不禁心傷。 |                    |        |               |
| 16 | 天俊程虹發生關系   | 林素蘭 | 1991年6月3日  |
| 程朗失戀，心情苦悶，竟隨進寶參加迷幻藥派對，孝全發現感到心痛，答應程朗到澳洲找展翹，程朗明白孝全的苦心，決留在香港，重新發奮。殷平來到香港投靠淑芳，淑芳介紹她到孝全的裝修公司當會計，殷平表現乖巧，孝全對她亦滿意，而天祿更相中殷平並加以追求。天俊因工作關系再度與文薏接觸，文薏欲與天俊保持朋友關系，天俊卻以為有轉機，再次追求文薏，文薏拒絕。天俊傷心失落，借酒消愁，程虹開解他，天俊在醉意下，與程虹發生肉體關系，程虹興奮不已。 |                    |        |               |
| 17 | 程朗開解文薏       | 林素蘭 | 1991年6月4日  |
| 天俊恐程虹對他癡情，故意對她保持距離，程虹明白天俊心意，不禁肝腸寸斷。家駒見眾人對他與程虹的關系誤會日深，明言二人是兄妹情，淑芳及孝全感到失望。家駒與曉青接觸日多，逐漸被其亦剛亦柔的性格吸引，對她生傾慕之情。文薏的上司傾談一大生意失敗，將責任推卸給文薏，樹泰嚴斥文薏，文薏見樹泰不分青紅皂白，一怒辭職，進寶亦與文薏共同進退。文薏情緒低落，進寶通知程朗替文薏開解，文薏大感開心滿足。程虹發現有孕，憂心如焚，天俊發現後答應娶她為妻。 |                    |        |               |
| 18 | 天俊毆打程朗泄憤   | 陳婉玫 | 1991年6月5日  |
| 程虹發現文薏一直暗戀程朗，對她鼓勵一番。天俊無意間聽到程虹、文薏的談話，得知文薏對程朗有感情，誤會程朗橫刀奪愛搶走文薏，並在婚宴上借醉毆打程朗泄憤，程朗未有將此事擺在心上。天俊痛恨程朗，連帶對程虹也冷淡，但偶然感到內疚，又對程虹溫柔體貼，程虹感到無所適從。天俊到地盤巡視，目睹程朗頭上正有重物飛墮，沒有懇聲示警，有才及時相救，程朗逃過大難。程朗坐天俊順風車回家，遭警察查車，天俊將車上的大麻藏在程朗的外套上，被警察發現，帶回警署調查。 |                    |        |               |
| 19 | 程朗被控藏毒       | 陳婉玫 | 1991年6月6日  |
| 程朗顧及與天俊的友情，未供出大麻是天俊所有，天俊卻在作供時陷害程朗，程朗向天俊追問因由，反被他奚落一番，終看清天俊真面目。程朗被判監，但獲緩刑。程朗、天俊在法庭外衝突並毆鬥，程虹混亂中被推跌流產，天俊對程朗更痛恨，阻止孝全等探望程虹，程虹大受打擊，傷心不已。天俊寄情工作，因鋒芒太露而遭偉年嫉妒，遂自立門戶，開創事業。家駒獲批到英格蘭受訓三年，欲試探曉青感情，但因種種因素，曉青未有對家駒表明心意，家駒唯收拾心情，赴英受訓。 |                    |        |               |
| 20 | 文薏對樹泰加深了解 | 蔡潤琴 | 1991年6月7日  |
| 天俊跟隨樹泰炒賣樓宇，但政府決定在該樓宇附近起天橋，令樓價大跌，樹泰聞風先把樓層賣掉，天俊則損失慘重且欠下銀行債款。為解決困境，天俊與東尼合作，暗中把一批非強化玻璃代替強化玻璃作為樹泰新樓的玻璃幕牆，從中賺取利潤。程朗接受有才及孝全的勸告到夜校進修，文薏剛巧是老師，二人接觸漸多，感情更融洽。文薏在雜誌社任記者，被派去替樹泰做訪問，從中對樹泰加深了解，對其壞印象逐漸改觀。強風吹襲地盤，非強化玻璃破裂並墮樓，壓傷有才，天俊聞訊大為震驚。 |                    |        |               |
| 21 | 天俊被判入獄       | 歐冠英 | 1991年6月10日 |
| 天俊與東尼連夜趕到地盤，毀滅一切犯罪證據。有才傷重不治，程朗感到悲忿，從蜘絲馬跡猜中是天俊所為，並搜集到天俊的罪證，天俊求程朗放他一馬，程朗拒絕，天俊對他恨之入骨。天俊被判監十八個月，天祿對程家各人怨恨萬分，程虹亦怪責程朗不念兄妹情，程朗感到苦惱，文薏婉言開解。天俊拒絕程虹去探監，程虹傷心不已，程朗追問天俊為何突然對他如此仇恨，天俊直指程朗橫刀奪愛搶走文薏，程朗大感莫名其妙。程朗細心觀察文薏，發覺她對自己有情意，心中矛盾不已。 |                    |        |               |
| 22 | 程朗赴台找文       | 歐冠英 | 1991年6月11日 |
| 殷平相中孝全的財富，欲嫁他做填房，淑芳大感不滿。眾人替文薏慶祝生日，進寶將文薏暗戀程朗一事公開，文薏大感羞窘，奪門而走，程朗心感茫然。程朗衝破心理障礙去找文薏，剛巧文薏的大學同學到訪，程朗感到與文薏的學曆相差太遠，自卑感生，藉詞離去，文薏失望。文薏替樹泰寫的自傳發表後，受到好評，但樹泰不滿文薏提及打架爛賭及有關麗冰的事，反責文薏，文薏心感不滿。文薏因事事失意而決到台灣散心，程朗禁奈不住內心情意，到台灣找她，二人終共墮愛河。 |                    |        |               |
| 23 | 文薏表白父女關系   | 趙靜蓉 | 1991年6月12日 |
| 殷平仗著孝全對她有愛感，其好吃懶作的性格在淑芳面前原形畢露，淑芳斥責殷平，殷平對孝全裝可憐並惡言中傷淑芳，孝全中計，淑芳一怒之下辭職。殷平藉詞留在程家過夜，挑逗孝全並發生肉體關系，事後裝作懷孕，逼使孝全與她結婚。在婚宴上，程虹與孝全再見面，一切誤會得冰釋。樹泰因車禍受傷入院，文薏大為緊張，程朗感奇怪並加以追問，文薏說出與樹泰的關系。樹泰傷愈後，文薏繼續替他寫自傳，二人感情逐漸融洽。孝全在偶然機會下，得知殷平沒有懷孕，大感錯愕。 |                    |        |               |
| 24 | 孝全不滿殷平       | 趙靜蓉 | 1991年6月13日 |
| 殷平婚後原形畢露，孝全逐漸看清殷平性格，大感後悔。天俊在獄中不甘受大喪欺負，二人毆鬥，被大喪打傷，阿昌勸天俊應忍一時之氣，天俊有所覺悟。婉琴安排天祿相親而鬧出笑話，天祿因此對婉琴加深了解，並大膽向她示愛，婉琴亦察覺天祿為人善良，逐漸接受其追求。殷平以為程虹離間孝全與她的感情，大罵程虹，孝全忍無可忍，出手打殷平，並聲言要離婚，殷平裝可憐博回孝全歡心。天俊巴結大喪以求在獄中不再受欺負，並決定出獄後的復仇計劃，對付程朗與文薏。 |                    |        |               |
| 25 | 程朗決替父打理業務 | 李志賢 | 1991年6月14日 |
| 孝全接下樹泰一單生意，二人工作時發生衝突，孝全在記者面前指樹泰當年爛賭，樹泰大怒，要告孝全誹謗，程朗向樹泰求情但被拒絕，孝全一時衝動，打了樹泰一拳，樹泰對孝全誤會更深。孝全擔心要坐牢而惶恐不安，文薏向樹泰遊說，終令樹泰答應撤消控告孝全。經此一事，程朗決定替孝全打理生意，文薏加以鼓勵。天俊在出獄前夕伺機痛毆大喪一頓，出獄後則在程虹及天祿面前裝作痛改前非，實則心裏密謀向程朗報仇。天俊到田氏應徵，但樹泰對他前事未忘，未有答應聘請他。 |                    |        |               |
| 26 | 天俊加入田氏工作   | 陳敬泉 | 1991年6月17日 |
| 天俊為博取樹泰好感，與阿昌合作搶掠樹泰的錢並假裝路過相救，樹泰對天俊產生好感，聘請他在田氏工作。天俊發現上司與敵對公司私通，遂布局讓樹泰得知，但樹泰沒有提升天俊的意思。天祿與婉琴結婚，天俊亦感高興，而天祿在淑芳及婉琴調解下，與孝全和好。天俊發覺樹泰對文薏十分信任，於是藉機與文薏接近，假裝痛改前非，文薏在樹泰面前替天俊講好話，樹泰因此而提升天俊。孝全生日，天俊陪程虹到賀並遇見程朗，二人心存介蒂，天俊裝作若無其事，內心對程朗恨入骨。 |                    |        |               |
| 27 | 文薏不滿樹泰       | 蔡潤琴 | 1991年6月18日 |
| 天俊想盡辦法討好樹泰，樹泰對天俊的好感逐漸加強，但天俊發現樹泰始終對文薏更重視。權叔的侄兒要接他到加拿大生活，權叔猶豫，天俊為了令樹泰更加孤獨，布局使權叔決定移民。樹泰與文薏提及麗冰，文薏不滿樹泰仍責麗冰當年是不肯食貧而離去，決定樹泰若不覺悟，便不與他相認。殷平見同鄉嫁給富有商人，心感妒羨，回家逼得孝全買一層樓送她，才稍感滿意。婉琴打本予天祿開甜品店創業，天俊見天祿不再依賴他，心感不滿，而程虹見天祿夫婦幸福模樣，則深感羨慕。 |                    |        |               |
| 28 | 天俊出賣天祿       | 陳敬泉 | 1991年6月19日 |
| 天祿的甜品店生意欠佳，天俊大潑冷水，婉琴心感不快。天俊向程朗報復，由阿昌假扮生意人，向孝全提出合作經營牆紙生意，孝全中計。程朗獨力打理裝修公司及到夜校上學，心力交瘁，文薏鼓勵他。樹泰邀請文薏重返田氏工作，文薏不想僱主關系破壞二人感情而拒絕，天俊放下心頭大石。天俊負責舊樓重建計劃，天祿的甜品店亦在其中，天俊為博取表現，在收購行動中犧牲天祿的利益，天祿看清天俊自私的面目，搬離天俊家。進寶失意，找程朗喝酒消愁，文薏誤會程朗放縱，深感不滿。 |                    |        |               |
| 29 | 孝全誤中圈套       | 林素蘭 | 1991年6月20日 |
| 進寶借下高利貸，孝全答應借錢予他還債，進寶大為感動並從中替程朗與文薏和解，程朗其後因公事太忙而未能參加考試，文薏對此不滿並再起誤會。天俊與阿昌再次布局，令孝全抵押裝修公司及住所，向樹泰購入一批次貨，孝全中計。樹泰打算與文薏上契，天俊大為嫉妒，布局令樹泰誤會文薏欺騙他而將生意批予程朗，樹泰頓對文薏失望，文薏欲辯無從。阿昌挾帶私逃，孝全面臨破產，殷平不甘捱苦而挾帶離去，孝全受嚴重打擊，頹廢不已，天俊乘機煽動他縱火燒公司以博取保險賠償。 |                    |        |               |
| 30 | 樹泰決與天俊上契   | 陳婉玫 | 1991年6月21日 |
| 程朗為償還銀行欠款，冒生命危險再次當特技人。孝全聽信天俊讒言而縱火燒公司，天俊報警揭穿，警察趕至，孝全在混亂中受重傷，半身癱瘓。天俊向文薏挑撥，令文薏誤會樹泰陷害孝全，文薏質問樹泰，樹泰受刺激暈倒，天俊從中作梗，令樹泰對文薏誤會更深。曾與樹泰有一段露水緣之玲玲，突然出現，並謂當年曾與樹泰誕下一子，樹泰滿心歡喜，其後卻查出是騙局，頓深感失望，天俊乘虛而入，對樹泰殷勤細心照顧，樹泰大受感動，決定與他上契。 |                    |        |               |
| 31 | 樹泰文薏父女相認   | 李志賢 | 1991年6月24日 |
| 天俊獲晉升為執行總經理，並施計令樹泰將決策權交給他。文薏見樹泰因遺失麗冰的金鏈而發脾氣，趁機追問樹泰與麗冰的關系，樹泰承認是他對不起麗冰，文薏感動，與樹泰相認，但要樹泰保守秘密，在外人面前認作契父女。天俊見樹泰、文薏突然和好，大感奇怪及嫉妒。程虹瞞著天俊帶私房錢接濟孝全，天俊乘機羞辱程朗，程朗大感不忿。樹泰去律師樓更改遺囑時遭進寶、阿彪等人綁票，天俊籌錢之際，發現樹泰的遺囑，聲言死後除非找到其直系親屬，否則所有財產交予天俊。 |                    |        |               |
| 32 | 天俊嫁禍程朗       | 李志賢 | 1991年6月25日 |
| 樹泰認出其中一名綁匪是進寶，向他說出與文薏的關系，進寶才不再為難樹泰，取得贖款後便離去。天俊抵達，故意勒死樹泰，並布局嫁禍予程朗。進寶助程朗，將綁架得來的金錢暗中放在程家。文薏得知樹泰慘死，悲不已，向天俊說出與樹泰的關系，天俊晴天霹靂，但當他知道此事只得樹泰一人知，而文薏全無真憑實據，才又放下心頭大石。曉青向天俊詳細查問，天俊掩飾得天衣無縫，將曉青瞞過。家駒回港，淑芳大感安慰，曉青到程家搜查，找到進寶留下的金錢，遂將程朗拘捕。 |                    |        |               |
| 33 | 孝全作假口供       | 李志賢 | 1991年6月26日 |
| 程朗被控謀殺樹泰，氣憤難，文薏婉然開解，並找到舊同學當辯護律師，程朗想起打火機是留在天俊車上。家駒找到當日目擊天俊行事的男子，帶他回警署，才發現他是一名神經漢，反被上司嚴斥一番。家駒與曉青久別重逢，言談間，曉青發覺家駒一直誤會她是已婚，才了解到家駒的心態。樹泰一案開庭審訊，所有證供俱對程朗不利，孝全為維護程朗而作假口供，遭檢察官揭穿，令程朗更陷入不白之冤。孝全感到內疚，到警署投案，聲稱自己是凶手，卻意外從樓梯高處墮下。 |                    |        |               |
| 34 | 進寶出庭作證       | 陳敬泉 | 1991年6月27日 |
| 眾人想盡辦法令程朗得以保釋，趕去醫院探望孝全，孝全終能度過危險期，眾人才放下心頭大石。程朗與文薏偶然找到一些證物，得知進寶與綁架樹泰一案有關。進寶在逃離香港前約程朗見面，坦言承認一切，家駒追蹤而至要拘捕進寶，程朗一時之仁，讓進寶逃脫。孝全對程朗一案審判感到忐忑不安，天俊落井下石，危言聳聽一番，孝全不想再連累程朗，決定自殺。進寶突然在法庭出現，承認一切罪狀，案件需再次開審，程朗獲准保釋，趕回家時，孝全已墮樓身亡。 |                    |        |               |
| 35 | 文薏天俊對簿公堂   | 陳敬泉 | 1991年6月28日 |
| 程朗被判無罪釋放，進寶則入獄十八年，程朗勸進寶在獄中改過自新。程朗繼承孝全遺志，決定繼續經營裝修公司。律師宣布樹泰的遺囑，文薏察覺到天俊有殺樹泰的動機，不甘心樹泰的財產落在天俊手中，遂公開自己的身份，與天俊對簿公堂，爭回樹泰的財產。程虹得知天俊惡行，向天俊質問，天俊砌詞掩飾，程虹半信半疑。爭產案開審，文薏因欠缺足夠的有力證據而敗訴，樹泰的遺產全歸天俊所有。天俊布局向程朗復仇，並告訴程朗孝全的死是與他有關，程朗悲憤莫名。 |                    |        |               |
| 36 | 程虹被天俊所殺     | 李志賢 | 1991年7月1日  |
| 程虹偶然得到樹泰生前的驗血報告，可證實他與文薏的父女關系。天俊知悉後假意向程虹獻殷勤，暗中搜尋該份報告。程虹看穿天俊假面目，將報告郵寄給文薏後，以毒蛋糕與天俊同歸於盡，天俊識穿，將程虹推下樓致死並布局成畏罪自殺，且放火燒郵筒。程朗接獲程虹死訊，意志消沈，文薏細心開解。家駒得知曉青丈夫已死去多年，消除心中障礙，二人共墮愛河。文薏不滿程朗重過浪子生活，決定到外地公幹作為冷靜期。展翹回到香港時遇到阿彪被追捕，阿彪將行李與展翹的掉轉。 |                    |        |               |
| 37 | 展翹苦纏程朗       | 陳敬泉 | 1991年7月2日  |
| 展翹去找程朗，欲與程朗重續情緣，但程朗只愛文薏，卻不知如何拒絕展翹。阿彪找展翹換回其行李，將贓物私吞後向首領龍哥誣陷展翹。程朗不忍展翹在感情上對他有期望，向她坦言心中意，展翹大受打擊，哀求程朗在文薏回來前與她共度短暫的歡樂時光，程朗答應。文薏回到香港，展翹故意阻礙程朗去接機，文薏得知程朗與展翹一起，醋意大生，程朗聲稱只愛她一個，文薏才釋懷。展翹施計約程朗見面，程朗不滿展翹食言而拂袖離去，剛巧目睹展翹被阿彪捉去。 |                    |        |               |
| 38 | 文薏與程朗解除婚約 | 陳敬泉 | 1991年7月3日  |
| 展翹被阿彪捉去，龍哥查出真相，怒殺阿彪，並要殺展翹滅口，程朗趕至相救。文薏與展翹各不相讓，文薏發覺展翹深愛程朗，心有隱憂，程朗看穿其心事，向她求婚，文薏答應。程朗從程虹的遺物中，發現樹泰驗血報告的封套，想到天俊可能是因此殺程虹，遂約天俊見面。天俊知程朗沒有真憑實據，出言羞辱程朗並坦言殺人惡行，程朗與天俊大打出手，天俊欲駕車撞死程朗。展翹趕至舍身相救，身受重傷，經搶救後脫離危險期，但失去記憶，文薏見程朗細心照顧展翹，心酸不已。 |                    |        |               |
| 39 | 天俊欲殺程朗       | 歐冠英 | 1991年7月4日  |
| 天俊腦部劇痛，檢驗後發現腦內有瘀血，若不及早開刀會導致失明，但手術亦不一定成功，天俊猶豫。天俊與天祿終於和好，見天祿一家生活愉快，羨慕不已，他本已答應做手術，但恐手術失敗，會即時失明，沒法向程朗報仇，遂決定延遲做手術。展翹出院後暫住文薏家，由程朗、文薏細心照顧，文薏察覺程朗對展翹似有愛火重燃之勢，向程朗提出解除婚約。天俊以嗎啡止痛，被其辭退的職員告發他藏毒，同時因樓宇倒塌壓死人而被控告。天俊將所有事件都歸咎於程朗，誓要置他於死地。 |                    |        |               |
| 40 | 天俊與程朗決鬥     | 歐冠英 | 1991年7月5日  |
| 文薏決定退出三角戀，欲離開香港，程朗求她留下，展翹目睹後大受打擊。展翹恢複記憶，但為了留住程朗而裝作失憶，其後發現程朗心中只有文薏，遂作出打算，要程朗與她結婚並先行拍婚紗照，程朗無奈答應，文薏黯然神傷。天俊因生意失敗及病情惡化，神智陷入瘋狂邊緣，誓要殺死程朗。展翹取得婚紗照後，向文薏表示決定返回澳洲，不再癡纏程朗，文薏悲喜交集。展翹起程之際，遇見天俊欲槍殺程朗，她為救程朗而死。天俊挾持文薏，逼程朗到一危樓天台決鬥，混亂中天俊被程朗一腳踹到樓沿邊，程郎伸手想要救起天俊將他繩之於法，此時樓下傳來警車聲，天俊鬆開程朗的手，寧願墮樓身亡也不願再次受到法律制裁。展翹的死成為程朗與文薏的感情隔膜，劇情中沒有明顯交代程朗和文薏會否復合，給觀眾留下想像空間。 |                    |        |               |

## 反響及評論
電視劇《今生無悔》的最高收視率達42點，平均收視人口為198萬，是1991年度收視冠軍的香港電視劇集，在當時掀起了觀眾追看電視劇集的熱潮。無綫電視於1991年5月在瑞士拍攝《1991年度香港小姐競選》外景期間，在酒店為此劇創下收視紀錄舉行慶功宴，是無綫電視首次於海外地區為電視劇集收視而舉行的慶祝活動，黎明認為此劇收視理想是全組人員的功勞。此劇的男女主角皆由當時的「偶像派」藝人出演，在進行外景拍攝期間受到大眾的關注，有觀眾在拍攝現場守候多時，甚至設法追查攝製隊的拍攝地點並跟隨前往。男主角黎明表示此劇內很多場面都令他十分懷念，令他嘗到了喜怒哀樂、悲歡離合的滋味。
綜合各報章的評論，專欄作者認為此劇的演員陣容強大，兩名男主角皆由歌手擔任，除演戲外亦負責演唱插曲，此劇採用了音樂劇的概念，每當劇中人物有傷感或快意的情節，便會播放插曲作配樂，以歌曲代替言語來表達出人物的情感，評論認為此舉不但能夠產生優美的意念，而且可以吸引樂迷觀看，有助增加收視率，對相關唱片的銷量也產生了正面影響，而此劇的人物角色形象鮮明，演員在演繹自己角色方面亦相當成功。温兆伦好不容易在我本善良摆脱之前在《义不容情》所塑造的反派形象，但这次再次饰演反派实在是难得，所幸今次的反派形象没有为温兆伦造成影响反而可以更成功地脱离反派形象。
對於劇情方面的評價，專欄作者認為此劇的劇情與劇名「今生無悔」沒有太多的關聯，部份劇情出現不合情理及上文不接下理的情況，當中以臨近結尾的數集為甚，例如劇中人物程朗獨自在客廳中致電給高天俊，其他人物角色卻莫名其妙知道他們的通話內容、高天俊被程朗的一支尺來長扳手（俗稱士巴拿）擊中額頭，卻只是輕微受傷。此外，有作者認為黎明和邵美琪所飾演的男女主角具有鮮明的形象和性格，男主角愛恨分明；女主角敢愛敢恨，然而臨近尾聲的劇情，卻講述邵美琪所飾演的展翹在失去聯絡幾年後突然出現，並以第三者身份介入程朗與沈文薏之間的感情，評論認為此橋段破壞了原先設定的人物性格，而劇中出現不少黑社會術語及粗俗語言，容易對青少年觀眾產生不良影響。
结局
專欄作者亦講述了觀眾對此劇的反應，表示有觀眾是為了看黎明的演出而收看此劇，也有觀眾認為此劇夠煽情，有幻想的空間。作者表示此劇的監製梅小青經常收到觀眾的來信，查詢此劇的結局內容，甚至提供劇情橋段及建議，梅小青則表示此劇早已完成拍攝及製作，不會因為觀眾的反應而改變劇情。
軼聞
該劇和動畫《長腿叔叔》同為40集，並在同日播出。

## 反駁
- 在劇情裡，大家一直爭論不休，如何証實『田樹泰』與『沈文薏』的關係？不過劇中卻忽略重要証人『張進寶』，綁架田樹泰期間，『田樹泰』親口向『張進寶』承認父女關係。
- 第二就是大家忽略夾萬裡面的文件，姑勿論是真是假都好，只有誰知道夾萬密碼，就是殺死『田樹泰』的真兇與動機。
- 『田樹泰』第32集被高天俊殺害。『程虹』第36集遇害。誰最後接觸死者『田樹泰』，最有關鍵性的就是『張進寶』的口供，在案發當天『張進寶』把車尾箱打開的，但去到案發現場車尾箱是關閉，這種『羅生門』事件足以証實真兇是誰？ 不過劇裡並沒有交代『張進寶』的口供，如果警方朝著這方向去查，『高天俊』在36集前歸案，『程虹』根本不用死。

## 影碟發行
以下所有影碟發行均由電視廣播(國際)有限公司授權：
香港發行代理商現代音像(國際)有限公司於2004年推出發行了《今生無悔》VCD影碟零售版本，此影碟將已播放的集數並製作成24隻碟作為片段完整及無刪剪版本，一套共分為兩盒影碟，每隻碟跟電視劇的每集片長約60分鐘一樣，設有粵語及國語發音版本並配上繁體中文字幕，另外隨碟附送由溫兆倫主演的《三色夢裹人》VCD一隻設置在第一盒影碟裡。
台灣發行代理商弘音多媒體科技股份有限公司於2007年推出發行了《今生無悔》DVD影碟零售版本，此影碟燒錄VCD香港版的24隻碟作為集數，共5隻碟，設有粵語及國語發音版本並配上非隱藏繁體中文字幕。

## 出版刊物
- 《全彩色今生無悔寫真特集》（1991年）
- 《黎明今生無悔寫真》（1991年8月）
- 《今生無悔》電視劇改編小說（1999年）[79][80]

## 外部連結
- TVB星河頻道 - 今生無悔[]

## 電視節目的變遷
| 香港無綫電視翡翠台午夜劇集時段 星期一（星期日深夜） 00:00-01:00 · 星期二至六（星期一至五深夜） 00:05-01:05 · 星期六 23:35-翌日00:35 | 香港無綫電視翡翠台午夜劇集時段 星期一（星期日深夜） 00:00-01:00 · 星期二至六（星期一至五深夜） 00:05-01:05 · 星期六 23:35-翌日00:35 | 香港無綫電視翡翠台午夜劇集時段 星期一（星期日深夜） 00:00-01:00 · 星期二至六（星期一至五深夜） 00:05-01:05 · 星期六 23:35-翌日00:35 |
| --- | --- | --- |
| | 今生無悔 (無綫電視劇) | |
| — | — | |